# COROP
COROP er en betegnelse for en hollandsk subnational enhed. Forkortelsen står for Coördinatie Commissie Regionaal Onderzoeks Programma, og betyder direkte oversat Koordinationskommission Regional Forsknings Program.
Denne opdeling bruges af Hollands Statistik til analyse. 
Amsterdam er f.eks. COROP-region nr. 23.

## Eksterne link
- Kort over COROP-regionerne